# Număr endecagonal
Un număr endecagonal este un număr figurativ care extinde conceptele de număr triunghiular și număr pătrat până la endecagon (poligon cu unsprezece laturi). Spre deosebire de numerele triunghiulare și pătrate, modelele implicate în construcția numerelor endecagonale nu sunt simetrice rotațional. Mai exact, al n-lea număr endecagonal este numărul de puncte dintr-un model de n endecagoane imbricate, toate având un vârf (colț) comun, unde al i-lea endecagon al modelului are laturile formate din punctele i distanțate la o unitate unul de celălalt. Numărul endecagonal Nn este dat de următoarea formulă:
{\displaystyle N_{n}={\frac {n(9n-7)}{2}}}
Primii termeni ai șirului de numere endecagonale sunt:
0, 1, 11, 30, 58, 95, 141, 196, 260, 333, 415, 506, 606, 715, 833, 960, 1096, 1241, 1395, 1558, 1730, 1911, 2101, 2300, 2508, 2725, 2951, 3186, 3430, 3683, 3945, 4216, 4496, 4785, 5083, 5390, 5706, 6031, 6365, 6708, 7060, 7421, 7791, 8170.

## Proprietăți
- Paritatea numerelor endecagonale alternează în ordinea impar–impar–par–par.

Relația dintre numerele endecagonale și cele triunghiulare.
Numerele triunghiulare sunt generate de relația:
{\displaystyle T_{n}={\frac {n(n+1)}{2}}}
Ca urmare, există relația:
{\displaystyle N_{n}=9T_{n-1}+n.}